# Смолява

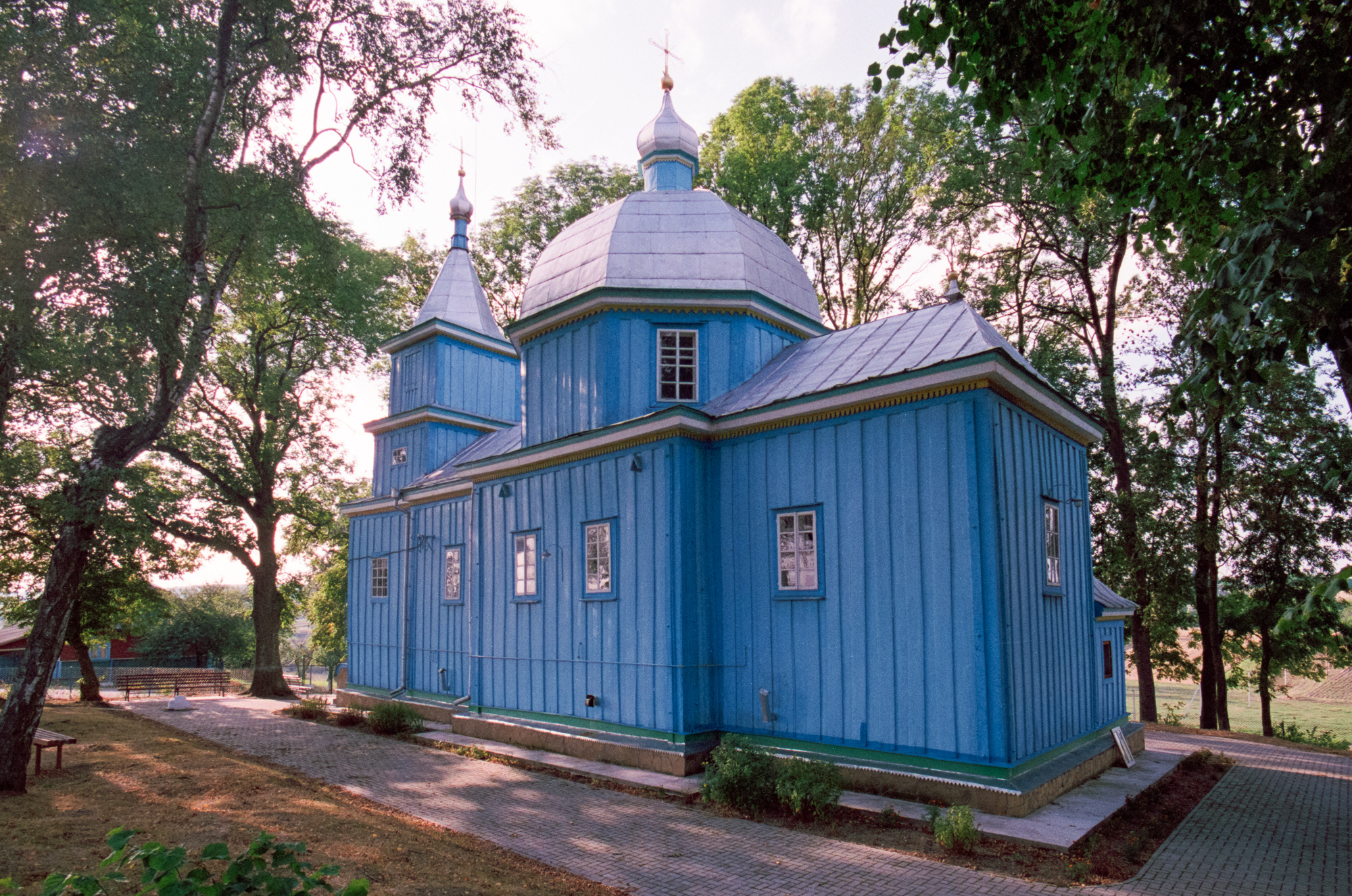
Михайловская церковь

Смолява (укр. Смолява) — село в Берестечковской городской общине Луцкого района Волынской области Украины.
До 2020 года входило в Гороховский район.
Код КОАТУУ — 0720887601. Население по переписи 2001 года составляет 707 человек. Почтовый индекс — 45761. Телефонный код — 8 — 03379. Занимает площадь 9,86 км².